# Freudiger Mózes
Óbudai Freudiger Mózes (Óbuda, 1833. – Svábhegy, 1911. szeptember 7.) rabbi, a Budapesti Ortodox Hitközség alapító-elnöke.

## Élete
Freudiger Pinchas óbudai rabbi fia volt. Maga is rabbipályára készült s már 18 éves korában megszerezte a képesítést, állást azonban sohasem vállalt. Nagy talmudtudós volt, de kiválóan jártas a világi tudományokban is. Fiatalon belépett mint társ a Lindenbaum Lévi ágy-, ruha- és fehérnemű cégbe, amelyet 1883. maga vett át és nagy gyárrá fejlesztett. Óbudán iskolát szervezett, amely az első budapesti magyar nyelvű zsidó iskola volt. A Budapesti Ortodox Hitközségnek egyik megalapítója és évtizedekig elnöke volt. 1910. augusztus 6-án közéleti érdemeinek elismeréséül „óbudai” előnévvel megkapta a magyar nemességet.

## Művei
Mojse jédabér címen biblikus munkát írt, amelyet halála után fiai, Ábrahám és Lipót adtak ki.